# 毛尔考兹
毛尔考兹，是匈牙利赫维什州所辖的一个村。总面积25.61平方公里，总人口1771，人口密度69.2人/平方公里（2011年1月1日）。